# チョウセンアサガオ
チョウセンアサガオ（朝鮮朝顔; 学名: Datura metel）は、ナス科の植物。園芸用にはダツラ、ダチュラの名で広く流通しているほか、マンダラゲ（曼陀羅華）、キチガイナスビ（気違い茄子）、トランペットフラワー、ロコ草などの異名もある。原産地はアメリカ合衆国テキサス州からコロンビアにかけてとされるが、熱帯アジア原産という説もある。日本へは、江戸時代（1684年）に薬用植物としてもたらされ、現在は日本全国で帰化・野生化したものが見られる。日本に渡来したのはシロバナヨウシュチョウセンアサガオよりも前だが、国内の個体数は少ない傾向にある。有毒植物であるが、薬用植物としての一面も有する。
リンネの『植物の種』(1753年) で記載された植物の一つである。

## 名称
本種はナス科に属し、ヒルガオ科に属するアサガオとは別種である。単に花がアサガオに似ていることによる命名である。
薬用植物で毒性も著しく強く、「キチガイナスビ」といった別名を持つ。近年ではキダチチョウセンアサガオ属（ブルグマンシア属）の「エンジェルズ・トランペット」の名で園芸店で販売されている場合もあるので要注意である。なお、キダチチョウセンアサガオ属は、木本化する多年草のグループであり、明確に種類の異なるものである。

## 形態
一年草。人家近くの荒れ地などに自生する。草丈は1 - 2メートル (m) ほどで、茎は直立してよく枝分かれする。葉は大型の広卵形で、長さ10 - 20 cm、幅7 - 15 cm、葉先は尖っている。
花期は夏から秋にかけて。長さ10 - 15 cmほどの漏斗状の白い花を咲かせる。がくは筒状で、長さ4 - 5 cm、先が5つに分かれる。果実は球形で直径3 - 5 cm。短いとげが多数付いており、中に多くの種子が入っている。熟すと割れて種子を飛ばす。

## 毒性
全草、特に種子に有毒なアルカロイド成分を含み、誤食すると瞳孔が開き、強い興奮、精神錯乱から、量が多いと死に至る。成分はヒヨスチアミン (Hyoscyamine)、スコポラミン (Scopolamine) などのトロパンアルカロイドなどである。植物体の汁が目に入っても危険である。なお、キダチチョウセンアサガオ属の「エンジェルス・トランペット」などの仲間もすべて有毒である。

### 中毒事例
- 家の畑から引き抜いた植物の根を使って調理したきんぴらを食べた人（2名）が、約30分後にめまい、沈鬱となり、以後瞳孔拡大・頻脈・幻視等の症状を呈して入院。ゴボウと「チョウセンアサガオの根」を間違えて採取・調理し食べていた。
- 家庭菜園でチョウセンアサガオを台木としてナスを接ぎ木し、実ったナスを加熱調理し喫食したところ、意識混濁などの中毒症状を発症した[7]。

## 薬用植物
チョウセンアサガオの薬効は古くから知られており、中国明代の医学書「本草綱目」にも、患部を切開する際、熱酒に混ぜて服用させれば苦痛を感じないとの記述がある。ベラドンナやハシリドコロなどと同様にアトロピンを含んでおり、過去には鎮痙薬として使用された。世界初の全身麻酔手術に成功した江戸時代の医師である華岡青洲は、本種を主成分とする麻酔薬「通仙散」を完成させた。このことから日本麻酔科学会のシンボルマークにはシロバナヨウシュチョウセンアサガオ（曼陀羅華）の花が採用されている。ほか、市販の医薬品内服剤（錠剤）「ストナリニS」（佐藤製薬）にダツラエキスが12mg配合されており、「副交感神経を遮断するダツラエキス配合でつらい鼻水、鼻づまりの症状を緩和します」とある。